# Petr Zapletal
Pour les articles homonymes, voir Zapi.
Petr Zapletal est un joueur de volley-ball tchèque, né le 20 décembre 1977 à Olomouc (Moravie). Il mesure 1,94 m et joue passeur.

## Clubs
| Club                   | Pays               | De        | À         |
| ---------------------- | ------------------ | --------- | --------- |
| ZS Brno                | République tchèque | 1996-1997 | 1997-1998 |
| SK Púchov              | Slovaquie          | 1998-1999 | 1998-1999 |
| Madère                 | Portugal           | 1999-2000 | 1999-2000 |
| VfB Friedrichshafen    | Allemagne          | 2000-2001 | 2000-2001 |
| MAOAM Mendig           | Allemagne          | 2001-2002 | 2001-2002 |
| Chênois Genève         | Suisse             | 2002-2003 | 2002-2003 |
| AO Orestiada           | Grèce              | 2003-2004 | 2003-2004 |
| Panathinaikos Athènes  | Grèce              | 2004-2005 | 2004-2005 |
| Prisma Tarante (joker) | Italie             | 2004-2005 | 2004-2005 |
| Mostostal Kedzierzyn   | Pologne            | 2005-2006 | 2006-2007 |
| Narbonne Volley        | France             | 2007-2008 | …         |
| Ceske Budejovice       | République tchèque | 2011-2012 | …         |

## Palmarès
- Championnat d'Allemagne (1)
  - Vainqueur : 2001
- Coupe d'Allemagne (1)
  - Vainqueur : 2001